# 퍼즐
퍼즐(영어: Puzzle)은 사람의 창의성이나 지식을 시험하는 게임, 문제, 또는 장난감이다. 퍼즐에서 해결자는 퍼즐의 해답을 찾기 위해 조각들을 논리적인 방식으로 조합하거나(또는 분해하거나) 해야 한다. 십자말 풀이, 단어 찾기 퍼즐, 숫자 퍼즐, 관계 퍼즐, 논리 퍼즐과 같은 다양한 장르의 퍼즐이 있다. 퍼즐에 대한 학문적 연구를 에니그머톨로지(enigmatology)라고 한다.
퍼즐은 종종 오락의 형태로 만들어지지만, 심각한 수학적 문제나 논리적 문제에서 비롯될 수도 있다. 그러한 경우, 그 해답은 수학 연구에 중요한 기여를 할 수 있다.

## 어원
옥스포드 영어사전은 퍼즐이라는 단어(동사로서)의 기원을 16세기로 거슬러 올라간다. OED에 기록된 가장 초기의 사용은 로버트 더들리의 서인도 여행, 1594-95년, 와이어트 선장, 그 자신, 그리고 아브람 켄달 선장에 의해 서술된 책(약 1595년 출판)에 있었다. 이 단어는 나중에 명사로 사용되었으며, 처음에는 '혼란스러운 상태 또는 조건'을 의미하는 추상 명사로, 나중에는 '당혹스러운 문제'라는 의미로 발전했다. OED의 '플레이어의 재치를 시험하는 장난감'이라는 의미에서 가장 명확한 초기 인용은 월터 스콧 경의 1814년 소설 웨이벌리에서 "병 속의 릴"이라는 장난감을 언급한 것이다.
동사 퍼즐의 어원은 OED에 의해 "알 수 없음"으로 설명된다; 그 기원에 대한 입증되지 않은 가설로는 '고르다'를 의미하는 고대 영어 동사 puslian과 동사 pose의 파생이 포함된다.

## 분류
퍼즐은 다음과 같이 분류할 수 있다:

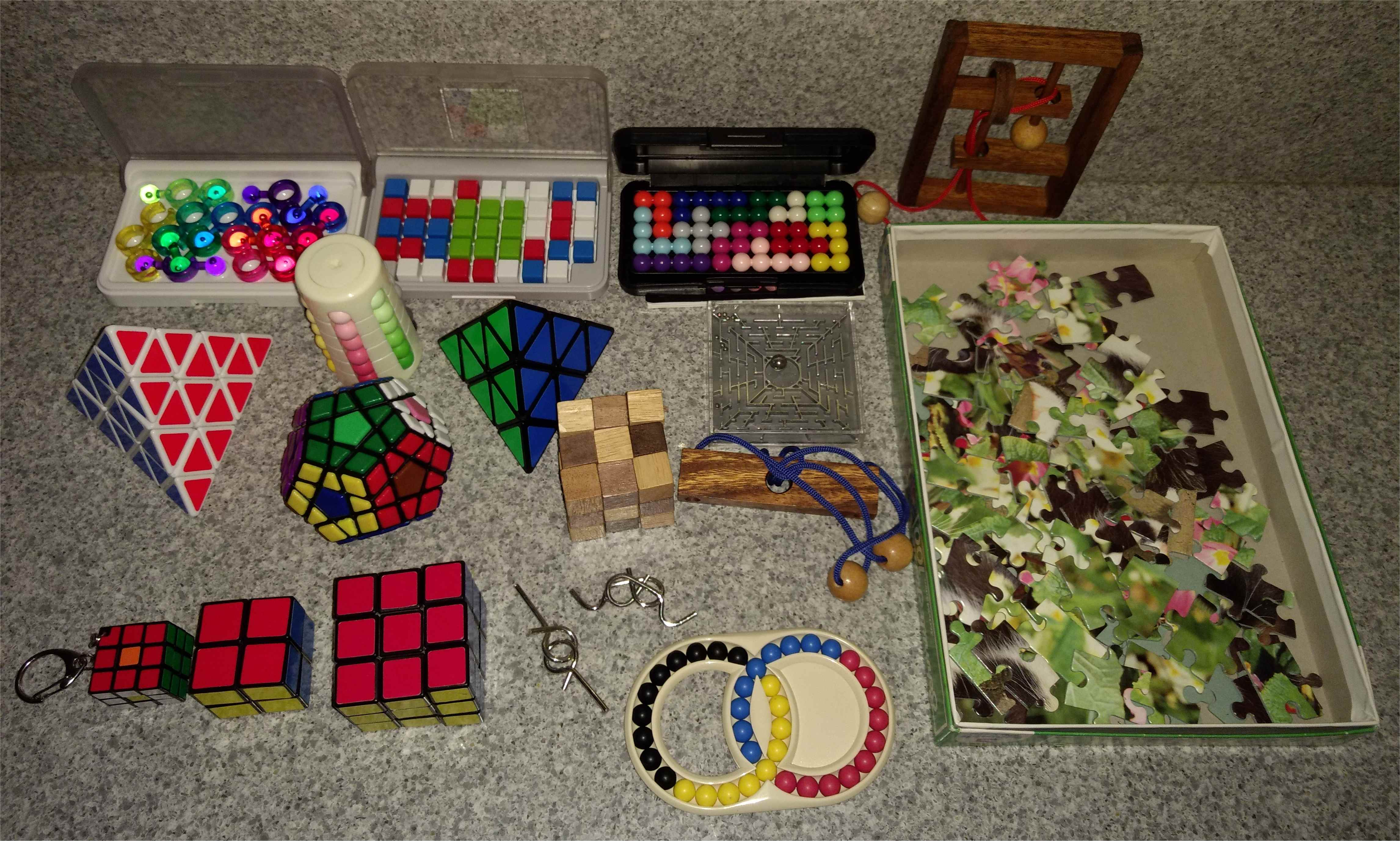
다양한 물리 퍼즐

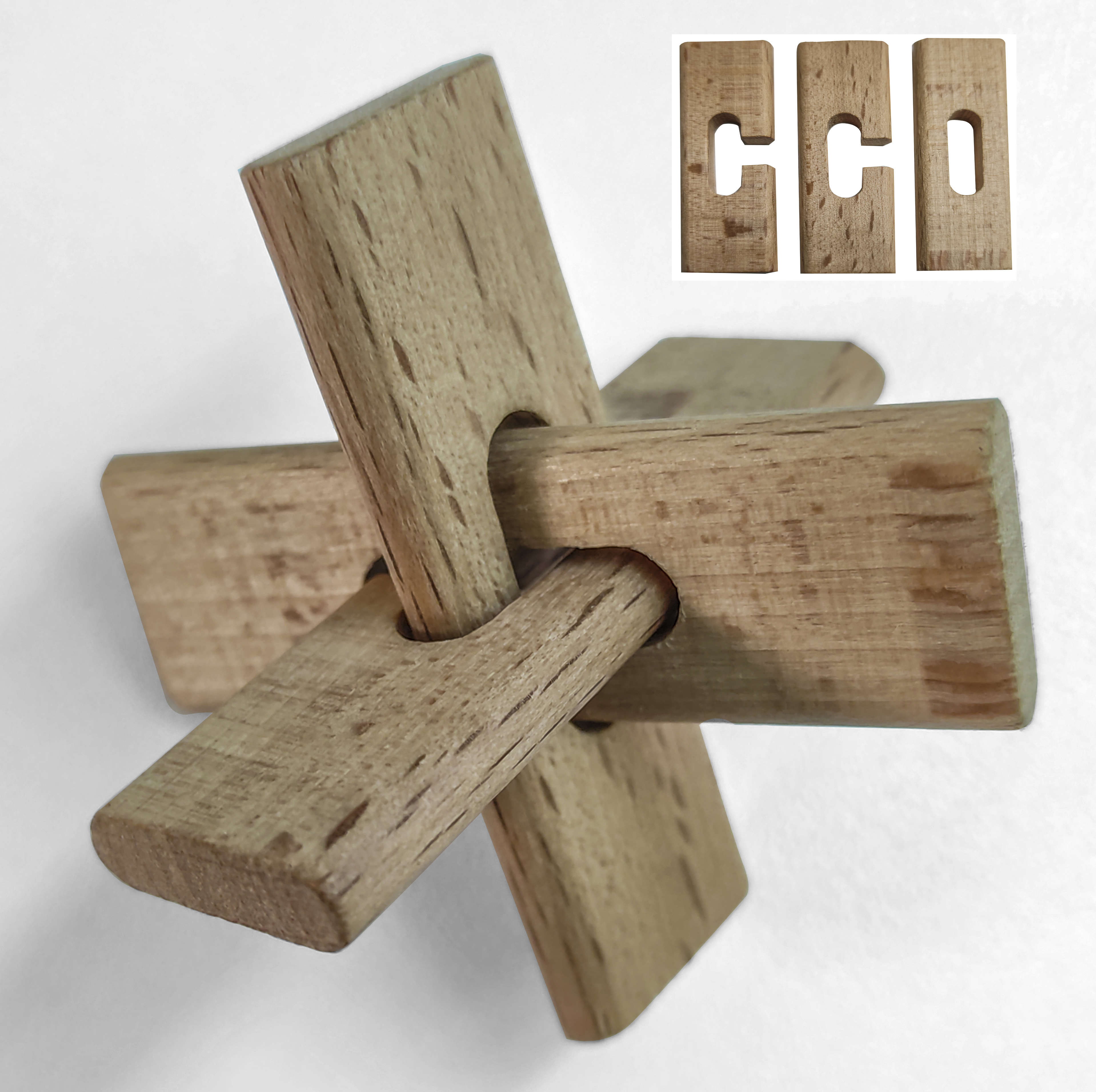
세 조각으로 된 간단한 나무 퍼즐

- 수평적 사고 퍼즐 (또는 "상황 퍼즐")
- 수학 퍼즐에는 사라지는 정사각형 퍼즐 및 많은 불가능한 퍼즐이 포함된다. — 쾨니히스베르크의 다리 문제, 세 컵 문제, 세 유틸리티 문제와 같이 해답이 없는 퍼즐
  - 산액 (기하학 퍼즐이 있는 일본 사찰 태블릿)

- 체스 문제는 체스판에 체스 말을 사용하는 퍼즐이다. 예시로는 기사의 여행과 여덟 퀸 문제가 있다.
- 큐브 퍼즐 또는 손재주 퍼즐인 루빅스 큐브와 소마 큐브는 아이들을 위한 자극적인 장난감이나 성인을 위한 여가 활동이 될 수 있다.
  - 조합 퍼즐 (예: 페그 솔리테어)
  - 건설 퍼즐 (예: 막대 퍼즐)
  - 해체 퍼즐
  - 접기 퍼즐
  - 직소 퍼즐. Puzz 3D는 이 유형의 3차원 변형이다.
  - 자물쇠 퍼즐
  - 퍼즐 상자는 장신구와 같은 것을 숨기는 데 사용할 수 있다.
  - 슬라이딩 퍼즐 (또는 슬라이딩 타일 퍼즐) (예: 15 퍼즐 및 창고지기)
  - 타일링 퍼즐 (예: 칠교놀이)

- 메타퍼즐은 다른 퍼즐의 요소를 결합하는 퍼즐이다.
- 종이와 연필 퍼즐 (예: 엉클 아트의 펀랜드, 점 잇기, 노노그램)
  - 또한 니콜리에서 발행한 논리 퍼즐들: 스도쿠, 슬리더링크, 카쿠로, 필로미노, 하시와카케로, 헤야와케, 히토리, 라이트 업, 마스유, 넘버 링크, 누리카베, 리플 이펙트, 시카쿠, 쿠로마스; 타쿠즈.
- 다른 그림 찾기
- 여행 퍼즐 (예: 미로)
- 단어 퍼즐 (예: 어구전철, 암호, 십자말, 행맨 (게임), 드롭쿼트, 단어 찾기 퍼즐). 보드 게임 및 디지털 단어 퍼즐에는 바나나그램, 보글, 본자 (단어 게임), 다블, 레터프레스 (비디오 게임), 퍼쿼키, 퍼즐라지, 퀴들러, 러즐, 스크래블, 업워즈, 워드스팟, 워즈 위드 프렌즈가 있다. 휠 오브 포춘 (미국 게임 쇼)는 단어 퍼즐을 중심으로 한 게임 쇼이다.
- 퍼즐 비디오 게임
  - 타일 매칭 비디오 게임
  - 퍼즐 플랫폼
  - 어드벤처 게임
  - 숨은 그림 찾기 게임
  - 지뢰 찾기

## 퍼즐 풀이
퍼즐의 해답은 종종 패턴 인식과 특정 종류의 순서 준수를 필요로 한다. 높은 수준의 귀납 추론 능력을 가진 사람들은 다른 사람들에 비해 그러한 퍼즐을 더 잘 풀 수 있다. 그러나 탐구와 발견에 기반한 퍼즐은 좋은 연역 기술을 가진 사람들이 더 쉽게 풀 수 있다. 연역 추론은 연습을 통해 향상된다. 수학 퍼즐은 종종 BODMAS를 포함한다. BODMAS는 괄호(Bracket), 선행 연산(Of), 나눗셈(Division), 곱셈(Multiplication), 덧셈(Addition), 뺄셈(Subtraction)을 의미하는 약어이다. 특정 지역에서는 PEMDAS(괄호(Parentheses), 지수(Exponents), 곱셈(Multiplication), 나눗셈(Division), 덧셈(Addition), 뺄셈(Subtraction))가 BODMAS와 동의어이다. 이는 식을 풀기 위한 연산 순서를 설명한다. 일부 수학 퍼즐은 연산 순서의 중의성을 피하기 위해 위에서 아래로의 규칙을 필요로 한다. 이는 스도쿠처럼 숫자가 위에서 아래로 한 번만 나타나야 한다는 요구 사항에 의존하는 우아하고 간단한 아이디어이다.

## 퍼즐 제작자
퍼즐 제작자는 퍼즐을 만드는 사람들이다. 직업의 일반적인 용어로, 퍼즐러 또는 퍼즐리스트는 퍼즐을 만들거나 푸는 사람이다.
일부 유명한 퍼즐 제작자들은 다음과 같다:
- 루비크 에르뇌
- 샘 로이드
- 헨리 어니스트 듀드니
- 보리스 코르뎀스키
- 윌 쇼츠
- 오스카 반 데벤터
- 로이드 킹 (퍼즐 디자이너)
- 마틴 가드너
- 레이먼드 스멀리언

## 퍼즐의 역사
수학적 계산이 필요한 고급 퍼즐 장치인 아홉 개의 연결된 고리 퍼즐은 전국 시대 (기원전 475-221년)에 중국에서 발명되었다. 직소 퍼즐은 1760년경에 영국의 판화가이자 지도 제작자인 존 스필스버리가 나무 판에 지도를 붙인 다음 지도의 각 나라 윤곽을 따라 잘라내어 지리 교육을 위한 보조 도구로 사용하면서 발명되었다.
대중에게 인기를 얻은 후, 이러한 종류의 교육 보조 도구는 1820년경까지 직소 퍼즐의 주요 용도로 남아 있었다.
가장 큰 퍼즐 (40,320조각)은 독일 게임 회사 라벤스부르거에서 제작했다. 역사상 가장 작은 퍼즐은 하노버 레이저 센터에서 만들어졌다. 크기는 모래알 크기인 5제곱 밀리미터에 불과하다.
최초로 기록된 퍼즐은 수수께끼이다. 유럽에서는 그리스 신화가 스핑크스의 수수께끼와 같은 수수께끼를 만들어냈다. 중세 시대에도 많은 수수께끼가 만들어졌다.
20세기 초까지 잡지와 신문들은 퍼즐 콘테스트를 발행하여 독자 수를 늘릴 수 있다는 것을 발견했는데, 처음에는 십자말로 시작하여 현대에는 스도쿠로 이어졌다.

## 조직 및 행사
퍼즐 애호가들을 위한 조직 및 행사는 다음과 같다:
- 노부 요시가하라 퍼즐 디자인 대회
- 월드 퍼즐 챔피언십
- 내셔널 퍼즐러 리그
- 내셔널 퍼즐 데이
- 퍼즐 헌트 (예: 메이즈 오브 게임스)
- 세계 큐브 협회

## 같이 보기
- 낱말 놀이
- 아이서그램
- 리포그램
- 팬그램
- 근접어
- 모래시계 문제
- 몬티 홀 문제
- 미로찾기
- 큐브
- 스도쿠
- 십자말
- 하노이의 탑
- 직소 퍼즐
- 로직퍼즐
- 레고
- 프라모델